# Els Vader

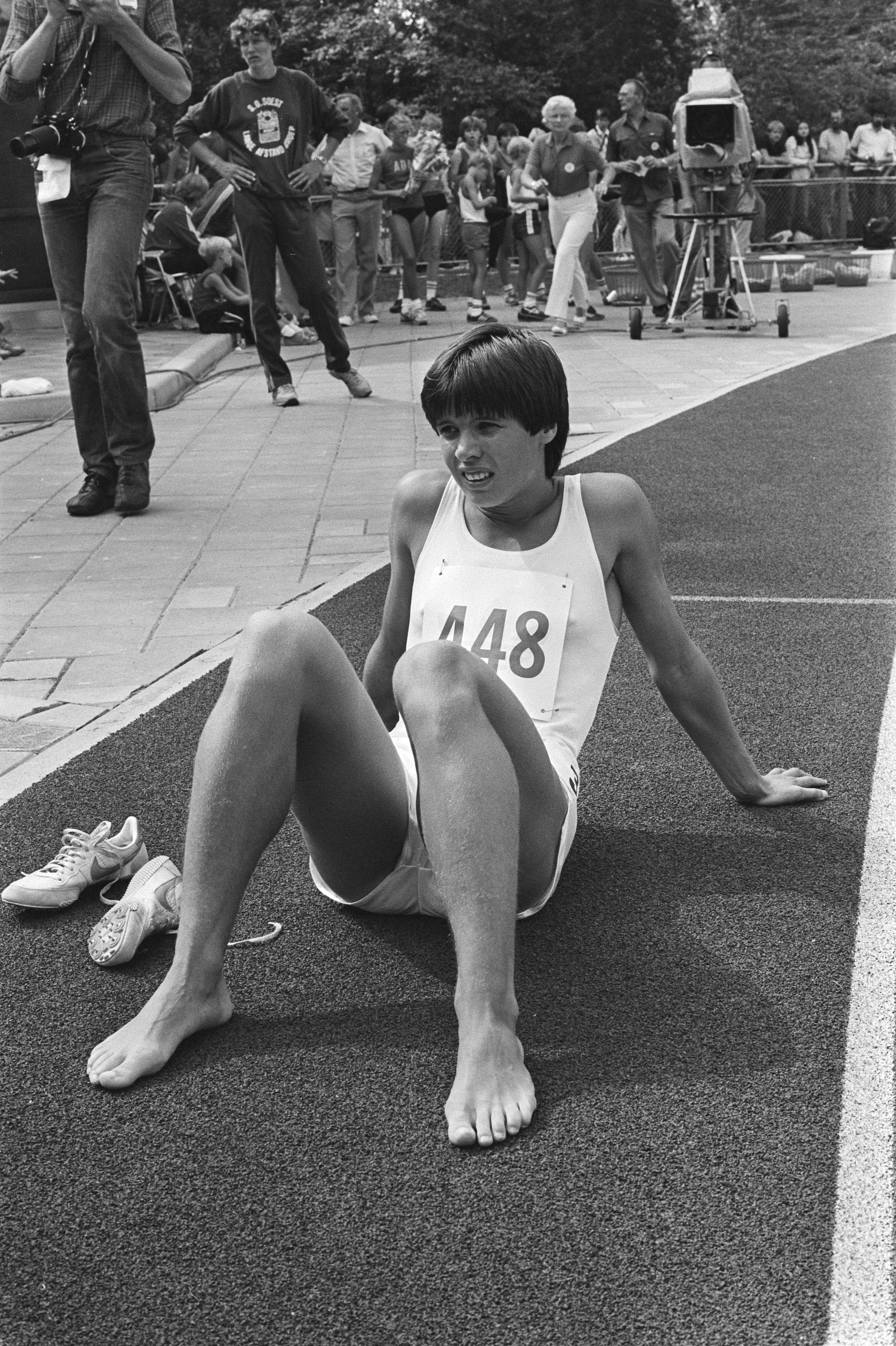
Els Vader (1982)

Els Vader (eigentlich Elisabeth Cornelia Vader, verheiratete Scharn; * 24. September 1959 in Vlissingen; † 8. Februar 2021) war eine niederländische Sprinterin. Vader errang 23 niederländische Titel auf den 60-, 100- und 200-Meter-Strecken. Sie wurde 1981 zur Athletin des Jahres gekürt.

## Leben
Bei den Olympischen Spielen 1980 in Moskau schied sie über 100 Meter im Vorlauf aus und erreichte über 200 Meter das Halbfinale.
Über 200 Meter wurde sie bei Halleneuropameisterschaften 1982 in Mailand und 1983 in Budapest jeweils Vierte. Bei den Weltmeisterschaften 1983 in Helsinki kam sie über 100 Meter ins Viertelfinale, ebenso wie bei den Olympischen Spielen 1984 in Los Angeles, wo sie über 200 Meter ins Halbfinale vordrang.
Bei den Halleneuropameisterschaften 1985 in Piräus gewann sie Bronze über 200 Meter und wurde Fünfte über 60 Meter, und bei den Europameisterschaften 1986 in Stuttgart kam sie mit der niederländischen Mannschaft in der 4-mal-100-Meter-Staffel auf den siebten Platz.
1987 wurde sie über 60 Meter Vierte bei den Halleneuropameisterschaften in Liévin und Sechste bei den Hallenweltmeisterschaften in Indianapolis. Bei den Olympischen Spielen 1988 in Seoul schied sie über 100 Meter im Viertelfinale und in der 4-mal-100-Meter-Staffel im Halbfinale aus.
Fünfmal wurde sie niederländische Meisterin über 100 Meter (1979–1982, 1984) und siebenmal über 200 Meter (1979–1982, 1984, 1986, 1988). In der Halle holte sie sechsmal den nationalen Titel über 60 Meter (1979–1982, 1984, 1985) und fünfmal über 200 Meter (1982, 1984, 1985, 1987, 1988).
Sie lebte bis zu ihrem Ableben 38 Jahre lang mit dem ehemaligen Spitzensportler und Olympiateilnehmer Haico Scharn zusammen. Els Vader starb nach langer Krankheit im Alter von 61 Jahren an einem Krebsleiden.

## Persönliche Bestzeiten
- 50 m (Halle): 6,21 s, 19. Januar 1985, Zwolle
- 60 m (Halle): 7,11 s, 22. Februar 1987, Liévin
- 100 m: 11,17 s, 14. Juni 1986, Lissabon (handgestoppt: 11,0 s, 30. Mai 1981, Aartselaar)
- 200 m: 22,81 s, 2. August 1981, Pescara
  - Halle: 23,34 s, 14. Februar 1988, Liévin
- 400 m: 51,92 s, 27. Juni 1986, Hengelo